# Belugoduhal, Hospet
Belugoduhal là một làng thuộc tehsil Hospet, huyện Bellary, bang Karnataka, Ấn Độ.